# Куланово
Куланово — деревня в Печорском районе Псковской области России. Входит в состав сельского поселения «Изборская волость».
Расположена в 27 км к юго-востоку от города Печоры и в 5 км к югу от Изборска.

## Население
Численность населения деревни на 2000 год составляет 11 человек, на 2011 год — 12 человек.
| 2001 | 2002 | 2010 |
| ---- | ---- | ---- |
| 11   | ↘9   | ↗11  |

## Памятники истории и культуры
- Два кургана, жальника и Шомелевский могильник[5].  Объект культурного наследия № 6010210000№ 6010210000.
- Часовня Михаила Архангела прихода церкви Рождества Пресвятой Богородицы[6][7].  Объект культурного наследия № 6030249000№ 6030249000.